# Patellapis carinostriata
Patellapis carinostriata är en biart som först beskrevs av Gregory B. Pauly 1984.  Patellapis carinostriata ingår i släktet Patellapis och familjen vägbin. Inga underarter finns listade i Catalogue of Life.